# Import Tuner Challenge

Capa do jogo

Import Tuner Challenge é um jogo lançado pela Genki em 27 de julho de 2006, e que faz parte da série Tokyo Xtreme Racer. Foi feito para o console XBox 360.